# Мэйбел Чун
Мэйбел Чун (англ. Mabel Cheung, кит. упр. 張婉婷; род. 17 ноября 1950, Гонконг) — гонконгский режиссёр, сценарист и продюсер. Одна из представителей Гонконгской новой волны конца 1970-х — начала 1980-х годов.

## Биография
Чун сняла свой первый фильм в 1985 году, будучи студенткой Нью-Йоркского университета. Чун известна тем, что в своих картинах делала акцент на миграционных проблемах гонконгцев и китайцев, проживающих за рубежом, особенно до передачи Гонконга в 1997 году. Среди её картин выделяется трилогия, посвящённая данной теме: «Нелегальный иммигрант», «Осенняя история» (1987) и «Восемь лянов золотом» (1989).
Чун является приглашенным лектором Гонконгского баптистского университета и почётным научным сотрудник Гонконгского университета.

### Режиссёрские работы
- 2015: «История о трёх городах» (San cheng ji)
- 2003: «Джеки Чан и его пропавшая семья» (Long de shen chu: Shi luo de pin tu)
- 2001: «Пекинский рок» (Bak Ging lok yue liu)
- 1998: «Город из стекла» (Boli zhi cheng)
- 1997: «Сёстры Сун» (Song jia huang chao)
- 1992: «Любовь: Теперь ты её видишь» (Ngo oi nau man choi)
- 1989: «Восемь лянов золотом» (Ba liang jin)
- 1987: «Осенняя история» (Chou tin dik tong wah)
- 1985: «Нелегальный иммигрант[англ.] (Fei fat yi man)»